# آنا نيكول سميث
فيكي لين مارشال، المعروفة باسم آنا نيكول سميث (بالإنجليزية: Anna Nicole Smith)‏(28 نوفمبر 1967 – 8 فبراير 2007)، هي عارضة أزياء وممثلة وشخصية تلفزيونية أمريكية. بدأت مسيرتها المهنية في مايو 1992 كعارضة لمجلة "بلاي بوي" وفازت بلقب "بلاي ميت" لعام 1993. بعد ذلك، تعاونت مع العديد من شركات الأزياء مثل "غيس"، "إتش آند إم"، "لين براينت"، "كونير"، و"هيذرِت".
تركت سميث المدرسة الثانوية في 1984، تزوجت في 1985، ثم تطلقت في 1993. في 1994، أثار زواجها الثاني من الملياردير جي. هوارد مارشال البالغ من العمر 89 عامًا الكثير من الجدل، وادعاءات بأنها تزوجته من أجل ماله، وهو ما نفته. بعد وفاة مارشال في 1995، دخلت سميث في صراع قانوني طويل للحصول على نصيب من تركته، حيث وصلت قضاياها إلى المحكمة العليا الأمريكية: قضية "مارشال ضد مارشال" بشأن اختصاص المحكمة الفيدرالية، وقضية "ستيرن ضد مارشال" بشأن سلطة محكمة الإفلاس.
توفيت سميث في فبراير 2007 في هوليوود، فلوريدا، إثر تسمم ناجم عن تعاطي المخدرات.

## النشأة
وُلدت فيكي لين هوغان (المعروفة لاحقًا باسم آنا نيكول سميث) في 28 نوفمبر 1967 في هيوستن، تكساس، وكانت الابنة الوحيدة لفيرجي تابيرس آرثر (1951–2018) ودونالد يوجين هوغان (1947–2009). انتقلت سميث إلى مدرسة مكسيّا الثانوية في مكسيّا، تكساس، قادمة من إحدى المدارس في هيوستن، حيث درست في فصل دراسي واحد من الصف التاسع لكنها لم تكمل الصف العاشر. كان لديها خمسة إخوة وأخوات غير شقيقين من جهة والدها، وقد نشأت بشكل رئيسي على يد والدتها وعائلتها في مكسيّا.

## المسيرة المهنية

### عرض الأزياء
وقعت سميث عقدًا لتحل محل عارضة الأزياء الشهيرة كلوديا شيفر في حملة إعلانات لعلامة "غيس" للجينز، والتي شملت مجموعة من الأزياء الجذابة بالأبيض والأسود. اعتمدت خلال الحملة اسمها الفني "آنا نيكول". لاحظ مصورو مجلة "غيس" الشبه الكبير بينها وبين الممثلة جاين مانسفيلد، فصوروها في عدة جلسات مستوحاة من أسلوب مانسفيلد. في عام 1993، عملت كعارضة لصالح شركة "إتش آند إم" السويدية، مما أدى إلى عرض صورها على لوحات إعلانات ضخمة في السويد والنرويج. كما ظهرت على غلاف مجلة "ماري كلير"، حيث قام بيتر ليندبرغ بتصويرها في أكتوبر 1993، بالإضافة إلى ظهورها في مجلة "جي كيو".

### الإعلانات
في أكتوبر 2003، عملت سميث متحدثة باسم شركة TrimSpa، التي زُعم أنها ساعدتها في فقدان 69 رطلاً (31 كجم). رفعت دعوى جماعية ضد شركة TrimSpa وسميث بتهمة تسويق حبوب فقدان الوزن بشكل مضلل أو كاذب. قدمت شركة TrimSpa طلبًا للإفلاس بعد وفاة سميث وتم تصفيتها. في مارس 2005، خلال جوائز موسيقى الفيديو لموسيقى MTV أستراليا في "لونا بارك" في سيدني، أثارت سميث الجدل حين قامت بمحاكاة حادثة خلع ملابس جانيت جاكسون بسحب فستانها للكشف عن صدرها، وكان كل منهما مغطى بشعار MTV.

## الحياة الشخصية
أثناء عملها في مطعم Jim's Krispy Fried Chicken بمدينة مكسيّا، التقت سميث ببيلي وين سميث، الذي كان يعمل طباخ في المطعم. تزوج الاثنان في 4 أبريل 1985، حينما كان عمره 16 عامًا وكانت هي 17 عامًا. وفي 22 يناير 1986، أنجبت ابنها دانيل وين سميث. بعد ذلك، انفصل الزوجان خلال العام التالي وتطلقا في عام 1993.
وفي أكتوبر 1991، وأثناء رقصها في نادي للتعري في هيوستن، التقت سميث بعملاق النفط جيمس هوارد مارشال، الذي كان يبلغ من العمر 86 عامًا آنذاك. وفي 27 يونيو 1994، تزوجت سميث ومارشال في هيوستن، مما أثار التكهنات بأنها تزوجته من أجل ماله. توفي مارشال في 4 أغسطس 1995 في هيوستن عن عمر يناهز 90 عامًا.

## وفاتها
في 8 فبراير 2007، عثر على سميث فاقدة للوعي في غرفتها بفندق وكازينو سيمنول هارد روك في هوليوود، فلوريدا. قام حارسها الشخصي وزوجته التي كانت ممرضة طوارئ مسجلة بإجراء الإنعاش القلبي الرئوي. نُقلت سميث إلى مستشفى ميموريال الإقليمي في هوليوود، حيث أعلنت وفاتها عن عمر 39 عامًا.

قبر سميث في جزر الباهاما، مع ابنها دانيال وزوجها مارشال

قاد التحقيق الفاحص الطبي لمقاطعة بروارد وأخصائي الطب الشرعي جوشوا بيربر، بالتعاون مع شرطة سيمنول وعدد من أخصائيي الطب الشرعي ومستشاري السموم المستقلين. أعلن بيربر أن وفاة سميث نتجت عن "تسمم بمزيج دوائي"، مع اعتبار دواء النوم هيدرات الكلورال "السبب الرئيسي". لم يُعثر على أي مواد مخدرة غير قانونية في جسدها، وبحسب التقرير الرسمي، لم تكن الوفاة نتيجة جريمة قتل أو انتحار أو أسباب غير طبيعية.
اعتبرت وفاة سميث في نهاية المطاف جرعة زائدة عرضية من المسكن المنوم هيدرات الكلورال الذي يصبح سامًا بشكل متزايد عند اختلاطه بأدوية أخرى، وبشكل خاص رباعي بنزوديازيبينات. علاوة على ذلك، تناولت سميث الديفينهيدرامين والتوبيراميت. وعلى الرغم من الشائعات حول تورط الميثادون في وفاة ابن سميث، فقد وجد بيربر الميثادون فقط في عصارة الكبد، مما يدل على أنه ربما تناوله قبل وفاتها بيومين إلى ثلاثة أيام، وبالتالي لم يكن له دور في الوفاة. أشار تقرير التشريح إلى أن وجود خراجات على أردافها، ربما نتيجة حقن سابق لفيتامين ب12 على شكل سيانوكوبالامين، بالإضافة إلى هرمون النمو البشري والتهاب الأمعاء الفيروسي ساهم في وفاة سميث. وكانت نتائج اختبارات الإنفلونزا (A وB) سلبية.
ذكرت التقارير أن ثمانية من أصل إحدى عشرة عقارًا موجودة في جسد سميث، بما في ذلك هيدرات الكلورال، كانت موصوفة لشخص يُدعى "ستيرن"، وليس لسميث. بالإضافة إلى ذلك، كُتبت وصفتان لشخص يُدعى "أليكس كاتز" وواحدة باسم صديقة سميث وطبيبتها النفسية الدكتورة خريستين إيروسيفيتش. وقد أقر بيربر بأن جميع الوصفات كتبها الدكتورة إيروسيفيتش. جرت مراسم جنازة سميث في 2 مارس 2007 في جزر البهاماس.

## روابط خارجية
- آنا نيكول سميث على موقع IMDb (الإنجليزية)
- آنا نيكول سميث على موقع ميتاكريتيك (الإنجليزية)
- آنا نيكول سميث على موقع روتن توميتوز (الإنجليزية)
- آنا نيكول سميث على موقع ألو سيني (الفرنسية)
- آنا نيكول سميث على موقع ميوزك برينز (الإنجليزية)
- آنا نيكول سميث على موقع تيرنر كلاسيك موفيز (الإنجليزية)
- آنا نيكول سميث على موقع أول موفي (الإنجليزية)
- آنا نيكول سميث على موقع قاعدة بيانات الأفلام السويدية (السويدية)
- آنا نيكول سميث على موقع إن إن دي بي (الإنجليزية)
- آنا نيكول سميث على موقع ديسكوغز (الإنجليزية)